# Yves Colin de Verdière
Pour les articles homonymes, voir Colin de Verdière.
Yves Colin de Verdière est un mathématicien français.

## Biographie et travaux
Il a étudié à l'École normale supérieure, où il a été admis en 1964, puis a obtenu un doctorat en 1973 sous la direction de Marcel Berger. Il a ensuite passé l'essentiel de sa carrière à l'université Joseph-Fourier de Grenoble et pris sa retraite en décembre 2005.
Il est connu pour ses travaux de géométrie spectrale, liés notamment au régime semi-classique de la mécanique quantique et au chaos quantique ; de théorie des graphes où il a introduit un nouvel invariant de nature spectrale (appelé l'invariant de Colin de Verdière) ; et sur plusieurs autres sujets liés à la géométrie riemannienne et à la théorie des nombres.
Ses contributions ont été récompensées par plusieurs prix : membre sénior de l'Institut universitaire de France en 1991 pour une durée de cinq ans, renouvelée en 1996 ; prix Ampère de l'Académie des sciences en 1999 ; membre honoraire étranger de l'Académie américaine des arts et des sciences en 2005 ; médaille Émile-Picard de l'Académie des sciences en 2018. Il était conférencier invité au Congrès international des mathématiciens de 1986 à Berkeley (« Spectres de variétés riemannienne et spectres de graphes »). 